# Dialectes du grec moderne
Les dialectes du grec moderne sont les parlers grecs qui se sont développés à partir de la koinè (langue commune), gardant jusqu’à aujourd’hui un haut degré d’intercompréhension.

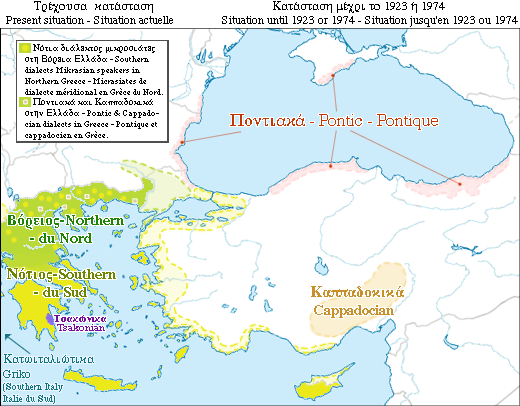
Groupes de dialectes du grec moderne avant et depuis 1923-1974. Les couleurs plus pâles indiquent des aires de distribution disparues.

## Grec démotique
Le grec démotique ou dhimotikí (Δημοτική) fait référence à toutes les variétés « populaires » du grec moderne qui, comme le montrent les poèmes ptochoprodromiques et le poème de Digénis Akritas, étaient déjà parlées avant le XIe siècle dans l’Empire byzantin, où le démotique était l’équivalent du roman pour l’Occident médiéval et du roman oriental pour le bassin du bas-Danube. Le démotique était notamment usité en Grèce péninsulaire, sur les îles grecques, sur les côtes de l’Asie Mineure, à Constantinople et à Chypre. Aujourd’hui, une forme standardisée du grec démotique est la langue officielle de la République hellénique (Grèce) et de Chypre, référencée comme le « grec moderne standard » ou plus simplement « grec moderne » ou encore démotique.
Le grec démotique comprend de nombreuses variantes régionales aux différences linguistiques mineures (surtout d’ordre phonologique et de vocabulaire). À cause de leur haut degré d’intercompréhension, les linguistes grecs appellent ces variétés des « idiomes » d’un « dialecte démotique » plus général, connu sous le nom de « grec moderne commun » (Koiní Neoellinikí - « néo-hellénique commun »). La plupart des linguistes anglophones parlent quant à eux de « dialectes » en ne soulignant les variations que lorsque c’est nécessaire. Les variétés du grec démotique sont divisées en deux groupes principaux : le groupe septentrional et le groupe méridional, qui s’entremêlent en Grèce centrale.
Parmi les dialectes du Nord, on trouve le roumélien, l’épirote, le thessalien, le macédonien et le thrace.
Les dialectes du Sud sont regroupés en trois ensembles :
- celui de Mégare, d’Égine, de l’Attique, de Kymi (« ancien athénien ») et de péninsule du Magne (« maniote ») ;
- celui du Péloponnèse (sauf la Magne et la Tsakonie), des Cyclades, de Crète, des Îles Ioniennes, de l’Épire du Nord, de la Ionie et de Constantinople (ces deux derniers ont disparu sur place, et subsistent désormais en Grèce, notamment septentrionale) ;
- celui du Sud-Est : Dodécanèse et Chypre.

Le grec démotique est officiellement enseigné depuis 1982 dans le système monotonique. Le système polytonique reste cependant en usage dans le monde universitaire et littéraire.

## Katharévousa
La katharévousa (Καθαρεύουσα) ou « langue puriste », n’est pas un sociolecte (parler spontané abstand) mais une langue semi-artificielle (langue savante ausbau) promue au XIXe siècle à la fondation du nouvel État grec, comme compromis entre le grec classique et le démotique moderne. Cette langue savante fut enseignée dans les universités et les écoles grecques pendant de longues décennies et c’était la langue officielle de la Grèce moderne jusqu’en 1976. 
La katharévousa est écrite dans le système polytonique et, tandis que le grec démotique a emprunté des mots au turc, à l’italien, au latin, au français et à d’autres langues, dans la katharévousa on utilise à leur place des mots issus du lexique grec classique et remis en usage, dans une démarche identitaire parallèle à l’abandon du yévanique, du yiddish, du judéo-espagnol ou du judéo-arabe au profit de l’hébreu. Cette même démarche a remplacé, dans la toponymie du pays, les noms médiévaux comme « Tourkolimani » ou « Stampalia » par leurs équivalents antiques, respectivement Mikrolimani et Astypalée. 

## Tsakonien
Le tsakonien (Τσακώνικα) est encore parlé par des locuteurs passionnés dans les villages de Tsakonie, dans le sud-est du Péloponnèse.
Le tsakonien descend du laconien (ancien spartiate) et appartient donc à la branche dorienne de la langue grecque. L’influence de la koinè hellénistique y est limitée et ce dialecte est significativement différent des dialectes issus de la koinè (comme le grec démotique ou le pontique).

## Pontique
Le pontique (Ποντιακά) était à l’origine parlé sur les rives de la mer Noire et surtout dans la région du Pont en Asie Mineure jusqu’à ce que la plupart de ses locuteurs soient déplacés en Grèce continentale lors des échanges de population entre la Grèce et la Turquie, obligatoires selon le traité de Lausanne qui suivit la guerre gréco-turque.
Le pontique provient de la koinè hellénistique et médiévale mais garde des caractéristiques de l’ionien depuis les colonisations antiques. Le pontique a évolué séparément du grec démotique à cause de l’isolement des Grecs de la mer Noire par rapport à la Grèce après la Bataille de Manzikert et la chute de Constantinople.

## Cappadocien
Le cappadocien (Καππαδοκικά) est un dialecte proche du pontique et qui a connu le même destin. Il provient directement du parler hellénistique d’Anatolie et ses locuteurs se sont installés en Grèce continentale à cause des échanges de population du traité de Lausanne.

## Kato-italiote
Le dialecte kato-italiote ou katoitaliótika (Κατωιταλιώτικα, « italien du sud ») regroupe deux variantes : la gréco-calabraise et celle appelée griko. Il est encore sporadiquement parlé dans environ 15 villages dans les régions de Calabre et d’Apulie. Le dialecte kato-italiote est la dernière trace linguistique de l’ancienne présence grecque dans le sud de l’Italie, qui commence il y a vingt-sept siècles avec la Grande-Grèce et s’est longtemps poursuivie à travers l’Italie byzantine.
On peut expliquer ses origines par la colonisation dorienne qui partit essentiellement de Sparte et Corinthe en -700. Toutefois, le kato-italiote subit l’influence de la koinè à cause du grec médiéval de l’Empire byzantin qui, de la conquête de l’Italie par Bélisaire sous le règne de Justinien durant l’Antiquité tardive et jusqu’au Moyen Âge, maintint l’hellénisme dans la région. Le griko et le démotique sont inter-compréhensibles, mais ce dernier partage davantage de caractéristiques avec le tsakonien,.

## Yévanique
Le yévanique est la langue des Juifs helléniques qui s’est éteinte à la fin du XXe siècle. Après avoir été l’une des langues les plus parlées par les Juifs, depuis la période hellénistique jusqu’à celle des croisades, le yévanique a progressivement décliné à mesure qu’en Occident et en Europe centrale se développait le judaïsme de langue yiddish, tandis qu’en Orient s’imposait le judéo-espagnol des séfarades. Le yévanique n’était plus guère parlé qu’en Grèce et à Chypre lorsque survint l’Holocauste qui extermina plus de 80 % de ses locuteurs. Dans la seconde moitié du XXe siècle il resta en usage chez quelques juifs grecs installés en Israël, mais il laissa place à l’hébreu moderne.

## Romani-grec
Le romani-grec est la variante dite « vlax méridional » de romanès, parlée par les Roms de Grèce. Son lexique est en grande partie grec, avec des éléments bulgares, turcs et aroumains, mais sa syntaxe et sa grammaire sont restées proches du sindhi, du hindi et du pendjabi, langues elles aussi issues du sanskrit. 